# Оловорудник
О́ловорудни́к (рос. Оловорудник) — село у складі Олов'яннинського району Забайкальського краю, Росія. Входить до складу Олов'яннинського міського поселення.

## Населення
Населення — 42 особи (2010; 66 у 2002).
Національний склад (станом на 2002 рік):
- росіяни — 98 %